# Чернавский сельсовет (Тамбовская область)
Чернавский сельсовет — сельское поселение в Инжавинском районе Тамбовской области Российской Федерации.
Административный центр — село Чернавка.

## История
Статус и границы сельского поселения установлены Законом Тамбовской области от 17 сентября 2004 года № 232-З «Об установлении границ и определении места нахождения представительных органов муниципальных образований в Тамбовской области».

## Население
| 2010 | 2012 | 2013 | 2014 | 2015 | 2016 | 2017 |
| ---- | ---- | ---- | ---- | ---- | ---- | ---- |
| 422  | ↘421 | ↘401 | ↘386 | ↘376 | ↘365 | ↘345 |
| 2018 | 2019 | 2020 | 2021 |      |      |      |
| ↘326 | ↘313 | ↘300 | ↗301 |      |      |      |

## Состав сельского поселения
| № | Населённый пункт | Тип населённого пункта       | Население |
| - | ---------------- | ---------------------------- | --------- |
| 1 | Чернавка         | село, административный центр | ↗301      |